# Reims

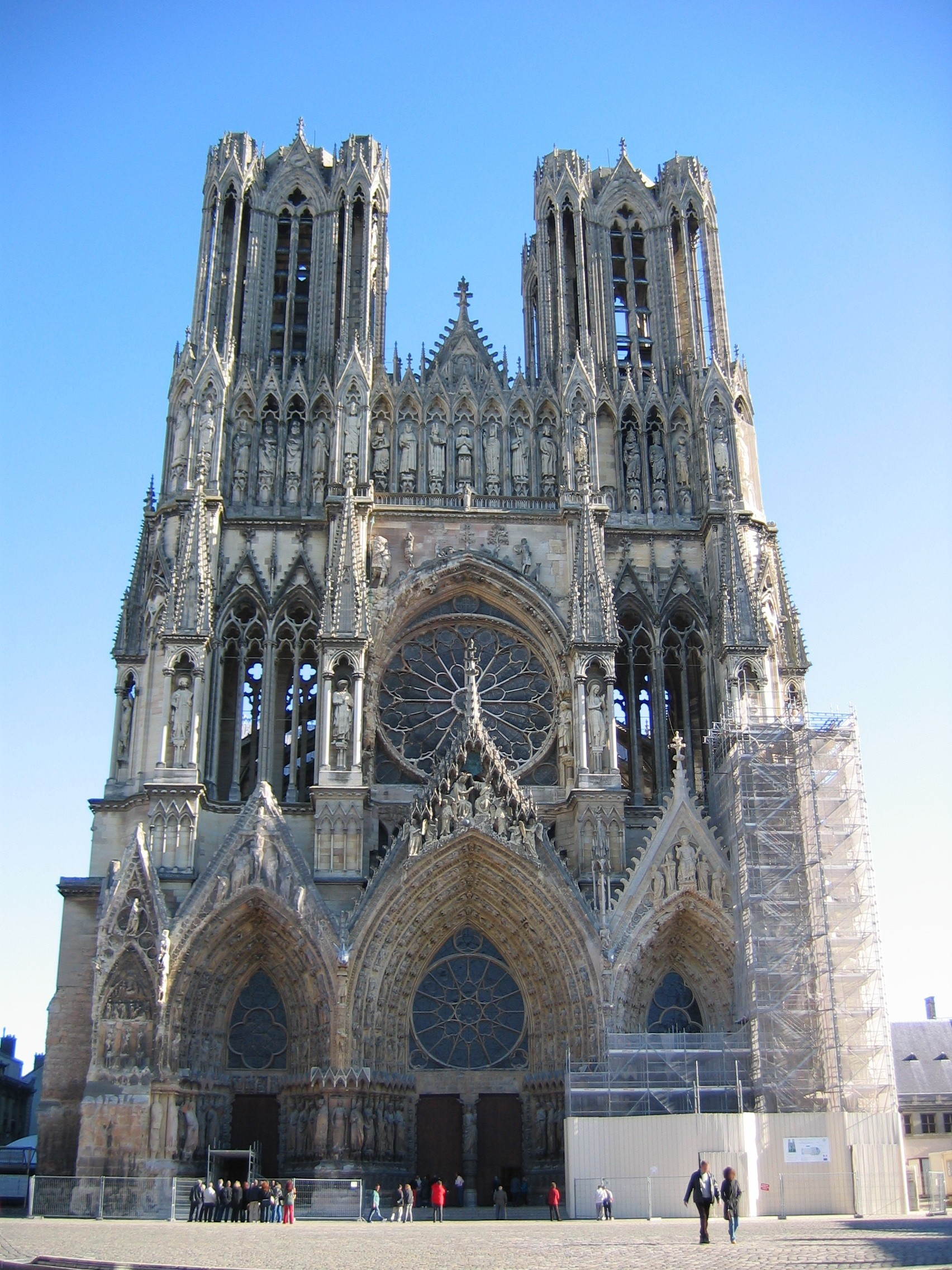
Katedra Notre-Dame w Reims

Reims (wymowaⓘ, ʁɛ̃s) – miasto i gmina w północno-wschodniej Francji w regionie administracyjnym Grand Est i departamencie Marna. Zlokalizowane nad rzeką Vesle, w odległości ok. 160 km od Paryża. W mieście znajduje się stacja kolejowa Gare de Reims. W Reims urodził się św. Jan-Baptiste de La Salle.

## Historia
Dzieje Reims sięgają czasów rzymskich. Na terenie miasta istniała wcześniej osada galijska Durocortorum. Była stolicą kraju Remów, a później rzymskiej prowincji Gallia Belgica. Była też ośrodkiem migracji Wandalów w V wieku n.e. Odgrywała dużą rolę, gdyż krzyżowały się w niej liczne szlaki handlowe. Wznoszenie świątyni rozpoczęto w 1211 r. na miejscu wcześniejszego wczesnochrześcijańskiego kościoła z V wieku, którego fundamenty zachowały się w podziemiach katedry. Reims było ważnym ośrodkiem administracyjnym jeszcze przed powstaniem Francji. W okresie panowania Merowingów był to jeden z pierwszych ośrodków chrześcijaństwa. W istniejącym wówczas kościele w 496 r. ochrzczony został król Franków Chlodwig. W późniejszych latach Reims nie utraciło swego znaczenia. Odbywały się tu koronacje królów francuskich. Pamiątki po tych uroczystościach pieczołowicie przechowywane są w znajdującym się tuż obok Palais du Tau. Budowa katedry trwała przez cały XIII wiek. Największe zniszczenia od tamtego czasu nastąpiły podczas I wojny światowej. Najbardziej ucierpiały wówczas witraże. Stworzenie nowych powierzono Marcowi Chagallowi. Komponując nowe witraże artysta skupił się na tradycjach całego regionu. Między innymi, we wschodniej kaplicy znajduje się dzieło, którego tematyką jest szampan. Podczas I wojny światowej Reims w większości zostało zrównane z ziemią. Zabójcze dla miasta bombardowania stosunkowo łagodnie obeszły się z gotycką katedrą stojącą w centrum Starego Miasta. Po wojnie rozpoczęto odbudowę miasta. Także katedrę poddano licznym zabiegom mającym przywrócić jej pierwotny wygląd. Zniszczenia wojenne nie ominęły Reims także podczas II wojny światowej.

## Zabytki i turystyka

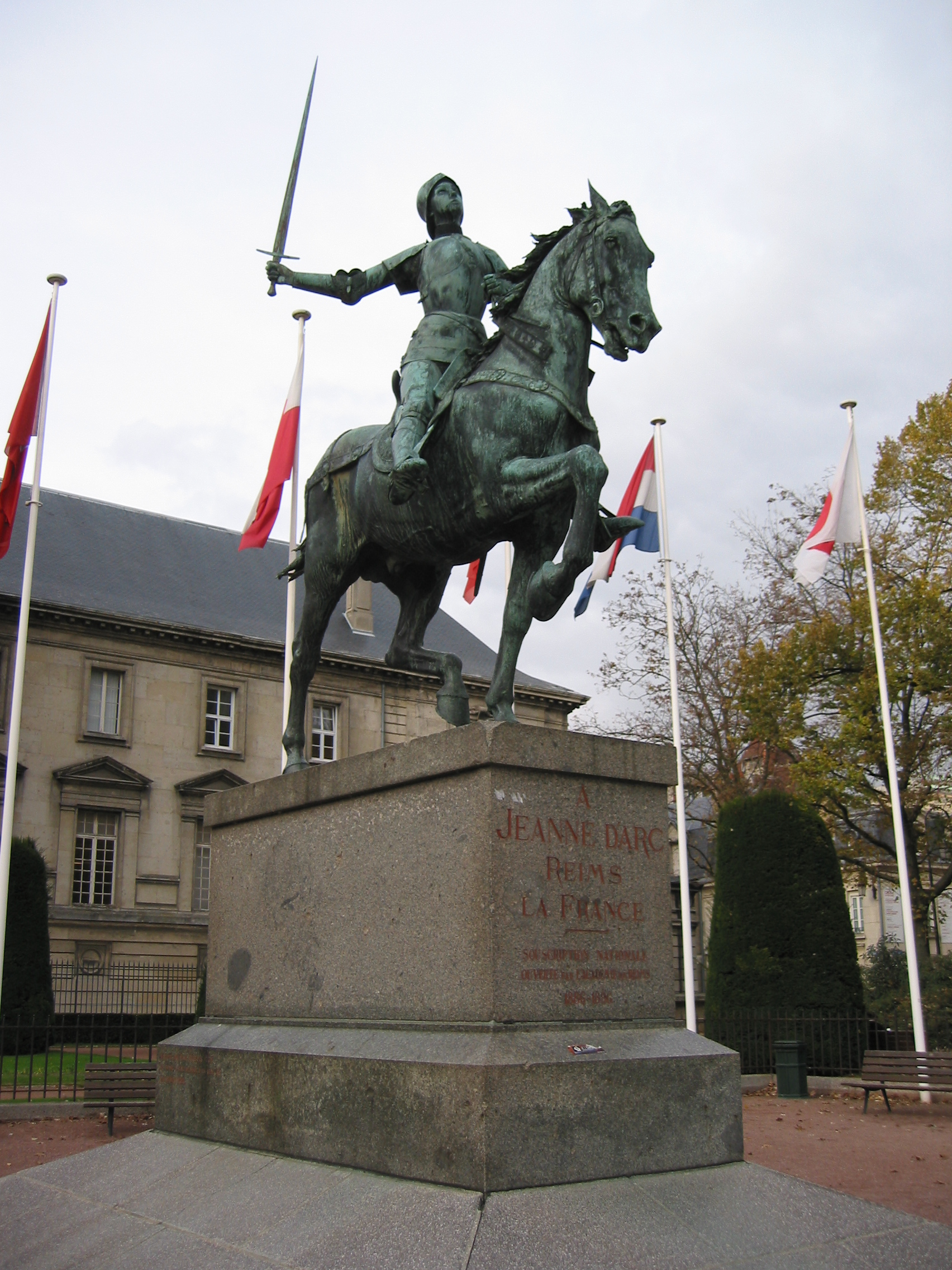
Statua Joanny d’Arc

Najstarszym zabytkiem w Reims jest La Porte de Mars (brama Marsa), rodzaj trójarkadowego łuku triumfalnego o długości 33 metrów i wysokości 13 metrów, powstałego prawdopodobnie ok. 300 r. n.e.
Ważniejsze zabytki
- ratusz miejski z XVIII wieku
- synagoga
- Muzeum Sztuk Pięknych (Musée des Beaux-Arts), w dawnym opactwie St. Denis z kolekcją malarstwa francuskiego z XVII i XVIII wieku oraz tapiserie.
- Katedra Notre-Dame w Reims (Cathedrale Notre-Dame de Reims) jest uznawana za najbardziej harmonijną i „klasyczną” w proporcjach katedrę we Francji. Wiele sławy Reims zawdzięcza katedrze, miejscu koronacji prawie wszystkich królów. Dwuwieżowa fasada katedry przypomina swym wyglądem fasadę paryskiej Notre-Dame. W obydwu świątyniach z fasad wyrastają nieprzykryte hełmami wieże. W fasadzie znajdują się trzy ogromnych rozmiarów portale. Są tak duże, że w tympanon środkowego wbudowana została rozeta. Druga z rozet znajduje się ponad portalem. Po obydwu jej stronach wybudowano strzeliste gotyckie okna oświetlające dwie boczne nawy. Katedra zwieńczona jest dachem zdobionym licznymi rzeźbami, częściowo przeniesionymi z pałacu biskupiego. W oknach katedry znajdują się XX-wieczne witraże Marca Chagalla. Nieopodal katedry znajduje się pałac arcybiskupi (Palais du Tau).
- romańska Bazylika św. Remigiusza (fr. Basilique Saint-Remi de Reims) wzniesiona z inicjatywy opata Airarda[5] w latach 1005–1034 w miejscu wcześniejszego kościoła konsekrowanego w 852 roku przez arcybiskupa Hinkmara.

Najważniejsze place Reims
- Place Royale z pomnikiem Ludwika XV
- Place du Parvis z pomnikiem Joanny d’Arc

Najważniejszą ulicą Reims jest Rue de Vesle, która przecina miasto z południowego zachodu na północny wschód, przechodząc przez Place Royale.

## Edukacja
- NEOMA Business School

## Miasta partnerskie
- Salzburg
- Akwizgran
- Canterbury
- Florencja
- Hrabstwo Arlington
- Czernihów